# Islamski koledar
Íslamski koledár, tudi muslimánski koledár ali Muhammedski koledár, je način štetja, ki ga uporablja muslimanski svet še danes. Začetek islamskega štetja je 16. julij 622, z oznako 1. muharram 1. Leta se označujejo z AH (Anno Hegirae latinsko leto hidžre).
Islamski koledar je Lunin koledar z dvanajstimi meseci in Luninim letom, ki običajno traja 354 dni. Vsak mesec traja 29 ali 30 dni. Ker je Lunino leto krajše od Sončevega, se muslimanski sveti dnevi izmenjujejo glede na v celoti Sončev koledar Zahoda. 
Muslimansko novo leto (1427) se začne ob Sončevem zahodu 30. januarja 2005.

## Meseci
muharam - safar - rabia I - rabia II - jumada I - jumada II - radžab - šaban - ramadan - šaval - dulkada - dulhidža - 

## Pretvorba
Za približno pretvorbo pomnožimo muslimansko leto z 0,97 in dodamo 622; tako dobimo letnico v gregorijanskem koledarju.
Začetek leta 1429 islamskega koledarja se ujema z letom 2008 v gregorijanskem koledarju. Druga ujemajoča leta so:
| Islamska leta z ustreznimi gregorijanskimi |               |         |
| Islamski                                   | Gregorijanski | Razlika |
| 1228                                       | 1813          | 585     |
| 1261                                       | 1845          | 584     |
| 1295                                       | 1878          | 583     |
| 1329                                       | 1911          | 582     |
| 1362                                       | 1943          | 581     |
| 1396                                       | 1976          | 580     |
| 1429                                       | 2008          | 579     |
| 1463                                       | 2041          | 578     |
| 1496                                       | 2073          | 577     |
| 1530                                       | 2106          | 576     |
| 1564                                       | 2139          | 575     |